# Chronicles of the Kid
Chronicles of the Kid ist das zweite Studioalbum des US-amerikanischen Musikers Ayron Jones. Das Album wurde am 23. Juni 2023 über das Label Big Machine Records veröffentlicht.

## Entstehung
Unmittelbar vor der Veröffentlichung des Vorgängeralbums Child of the State am 21. Mai 2021 begann Ayron Jones mit dem Songwriting für den Nachfolger. Beim Schreiben der Lieder wollte Jones einfangen, dass er seit seinem letzten Album das Leben anders wahrnimmt. Er verspürte während des Schreibprozesses nur ein wenig Druck.
Beim Songwriting wurde Ayron Jones von Marti Frederiksen und Scott Stevens unterstützt. Produziert wurde das Album von Marty Ferguson und Scott Stevens. Für die Lieder Filthy, Otherside und Blood in the Water wurden Musikvideos veröffentlicht.

## Hintergrund
Das Lied Blood in the Water handelt davon, dass „das Gewicht eines Trauma durch Raum und Zeit reist, bis es geheilt wird“. Jones könne sich lebhaft daran erinnern, wie er als Kind in der Kirche saß und der Pastor von Flüchen sprach, die Generationen überdauerten. Mit dem Lied will Ayron Jones diese Traumata heilen, indem er sie in neue Geschichten und Identitäten umwandelt. Er konnte sich das Leben, das ihm gegeben wurde, nicht aussuchen, aber er kann danach streben, die Kontrolle über seine Zukunft zu wählen, um diese Flüche zu brechen.
Otherside beschäftigt sich mit der Frage, ob eine Person, die auf dem Sterbebett liegt, rückblickend glücklich mit dem Leben ist, das man gelebt hat oder ob diese Person Dinge bereut. Die menschliche Erfahrung sollte niemand als selbstverständlich ansehen. Filthy ist eine in Ayron Jones’ Heimatstadt Seattle verbreiteter Ausdruck für eine „coole“ Sache. Der Ausdruck wäre in Seattle das höchste Kompliment und bedeutet, dass man so gut darin ist, was man macht und wer du bist, dass es eine Sünde sein sollte. Ayron Jones möchte mit dem Lied die Gegenkultur zelebrieren und den Stolz fördern darin was es heißt, anders zu sein.

## Rezeption
Monty Sewell vom Onlinemagazin Rock ’n’ Load schrieb, dass Ayron Jones seinen „unverkennbaren Stil kultiviert“ habe. Mit dem Album „erreichte er sein volles Potential als unaufhaltsam guter, wachsender Künstler“. Sewell vergab zehn von zehn Punkten.
Sam Williams vom Onlinemagazin XS Noize schrieb, dass Ayron Jones mit diesem Album „seinen ureigenen Stil zementiert“. Auch wenn „nicht jeder Song ein Erfolg“ sei, habe das Album „genügend Variabilität, rohe Kraft und innige Emotionen, um es ernsthaft unterhaltsam zu machen“. Williams vergab 3,5 von fünf Punkten.